# Icy Tower
Icy Tower es un videojuego de plataformas para Microsoft Windows diseñado por la desarrolladora sueca Free Lunch Design. Está ambientado en una torre, donde el objetivo del jugador es saltar de a "pisos" e ir tan alto como sea posible sin caer. Mientras más alto esté el jugador, más difícil se hará el juego. Se controla por defecto mediante el uso del teclado.
El videojuego posee una versión en línea, un poco más limitada que la versión original.

## Jugabilidad
El jugador comienza en la planta baja de una torre. Para subir la torre, el jugador debe de ir saltando por pisos. El personaje puede, una vez haber aterrizado en el piso, moverse en la superficie, logrando así un salto más alto. El personaje también puede rebotar en las paredes de la torre, lo que le permite cambiar de dirección.
Durante el comienzo del juego, los pisos se ven estáticos. Cuando el jugador sube al piso 5, los pisos de la torre comienzan lentamente a moverse hacia abajo, por lo que el jugador debe de ir subiendo pisos. Mientras más alto esté el jugador más rápido se moverán. Si el personaje se va fuera de la pantalla, la partida termina.
El objetivo es llegar lo más alto posible y acumular el mayor nivel de puntos. No existe un límite de pisos, por lo que la partida finaliza si el personaje se cae de la pantalla del juego.
Cada 100 pisos y hasta el piso 1000 el diseño de los mismos va cambiando. Cada vez que se cambia el diseño se van desbloqueando nuevos diseños de pisos los cuales se pueden cambiar en las opciones del juego. El juego también posee distintos diseños de personajes los cuales se pueden cambiar en las mismas opciones.

## Combos
El juego posee varios combos los cuales se logran subiendo varios pisos mediante un único salto. Cada x pisos se obtiene una cantidad de puntos y un combo diferente.
- Good!: 4-6 pisos
- Sweet!: 7-14 pisos
- Great!: 15-24 pisos
- Super!: 25-34 pisos
- Wow!: 35-49 pisos
- Amazing!: 50-69 pisos
- Extreme!: 70-99 pisos
- Fantastic: 100-139 pisos
- Splendid!: 140-199 pisos
- No way!: 200 y más pisos